# Carl Wilhelm Hahn (journaliste)
Pour les articles homonymes, voir Carl Wilhelm Hahn et Hahn.
Carl Wilhelm Hahn (né le 8 juin 1898 à Emden et mort le 18 février 1982 à Kiel) est un journaliste allemand, historien, archiviste et chef du Sittenamt (bureau des mœurs) de l'État fédéral du Schleswig-Holstein (une agence d'État supervisant les « mœurs publiques ») sous le régime nazi.
En tant qu'antisémite actif, membre du  NSDAP et de la Sturmabteilung, il a eu une importance considérable pour la mise en œuvre de la politique raciste nazi dans le Schleswig-Holstein et au-delà. Après la fin de la Seconde Guerre mondiale, il réussit rapidement à reprendre pied et à dissimuler son engagement dans la politique raciale nazie. Ainsi, le soutien actif de l' Église nationale du Schleswig-Holstein et des politiciens et administrateurs du gouvernement de l'État du Schleswig-Holstein a été décisif. Dès 1951, il est détaché au bureau de presse de la chancellerie d'État à Kiel et, à partir de 1957, il travaille à nouveau aux archives d'État du Schleswig-Holstein à Schleswig. Atteignant l'âge de la retraite en 1963, il était reconnu comme une figure respectée dans les médias locaux.

## Parent
Carl Wilhelm Hahn est né le 8 juin 1898 à Emden en tant que fils du propriétaire d'une imprimerie et éditeur de journaux Wilhelm Hahn et de son épouse Henriette, née Begemann. 

## Vie et carrière
Après avoir fréquenté le lycée de Hameln à partir de 1914, deux ans après le déclenchement de la Première Guerre mondiale, il a été enrôlé dans l'armée en 1916 à l'âge de dix-huit ans. Il combat sur le front français et en  Flandre où il est grièvement blessé en 1917. En 1918, il obtient son diplôme d'études secondaires à Hameln, et de 1920 à 1922 il est stagiaire dans un bureau de rédaction. Il a ensuite étudié la philologie, la langue allemande et l'histoire à l'Université de Göttingen. Après avoir obtenu son doctorat en 1924, il s'installe à Neumünster, où il trouve un emploi comme rédacteur en chef du quotidien régional Holsteinische Courier.
Un an plus tard (1925), C.W. Hahn épouse Luise Smidt, fill d'un pasteur de Frise orientale. Peu de temps après, il est promu rédacteur en chef et directeur général de la Nordfriesische Rundschau à Niebüll (1926-1929). En 1930, il est devenu chef de l'Association de la presse protestante à Kiel, en 1935 du bureau de presse de l'église nationale, en 1937, il a également été chef des archives de l'église au bureau de l'église nationale à Kiel et chef du département des archives et des registres paroissiaux. En outre, il a occupé le poste honoraire de directeur général du « Reichsverband der Deutschen Presse » (Association du Reich de la presse allemande) jusqu'en 1943. Politiquement, C.W. Hahn était d'orientation nationaliste. Il devint d'abord membre du Parti démocrate allemand, et à partir de 1932 membre du NSDAP et de la SA, à partir de 1933 sous le nom de SA Rottenführer. En tant que chef du Sittenamt public (agence d'État pour les « Mœurs publiques ») dans le Schleswig-Holstein, à partir de 1943 avec le rang de conseiller des archives d'État, il a essayé de créer de nombreuses « agences morales » régionales en coopération avec les bureaux de l'Église,.
Le Dr C.W. Hahn a beaucoup publié. Sa bibliographie recensait plusieurs centaines de publications. Il a non seulement écrit de manière journalistique sur la politique quotidienne, mais aussi sur l'histoire locale, par exemple sur la langue et les  coutumes frisonnes, sur l'histoire de l'impression de livres et sur les biographies et les généalogies des pasteurs du Schleswig-Holstein. 
En tant que chef du bureau de presse de l'église régionale, il a soutenu agressivement la politique nazie. En tant que chef du Sittenamt, il était particulièrement responsable des archives aryennes, de la recherche agricole familiale et rurale, des mouvements migratoires et de la recherche biographique et culturelle locale. Dans ces fonctions, il a été fortement impliqué en tant que réceptionniste et responsable de la propagande idéologique du régime nazi en général et de la mise en œuvre de la politique raciale nazie en particulier. En 1943, il souligna la nécessité de « l'élimination complète de ce corps étranger (les Juifs) du peuple allemand et des peuples  d'Europe » dans un article sur la « question juive » dans le Journal d'histoire du Schleswig-Holstein (ZSHG),. Bien que C.W. Hahn se soit opposé plus tard au « fanatisme racial », pour autant que l'on sache, il n'a jamais revu de manière autocritique son propre rôle dans le soutien de l'idéologie raciale nazie, même pas après la guerre.
Après la fin de la guerre, le gouvernement militaire britannique a suspendu C.W. Hahn, qui a dû quitter le service le 26 juillet 1945, et l'a emprisonné dans le camp d'internement du district de Gardelegen jusqu'en 1948. Il a ensuite recommencé à travailler aux Archives d'État du Schleswig-Holstein, d'abord en tant qu'employé temporaire, et à partir de 1950 en tant que fonctionnaire aux Archives de l'État à Kiel. Un an plus tard (1951), il est détaché au bureau de presse de la chancellerie d'État de Kiel et, à partir de 1957, il travaille à nouveau aux archives de l'État. À l'occasion de sa retraite lorsqu'il a atteint l'âge de la retraite en 1963, des médias locaux tels que le Kieler Nachrichten l'ont reconnu comme une personnalité respectée dans le pays, comme ils l'ont fait à l'occasion de sa mort en tant que «citoyen respectable» en 1982,.

## Publications
- Wilhelm Hahn (1943): « Wilhelm Hahn (1943): Der Kampf schleswig-holsteinischer Städte gegen die Judenemanzipation, in: ZSHG 70/71, 1943, p. 308, » (consulté le 15 janvier 2022)

- Wilhelm Hahn (1964): Die Papiermühle Rastorf in Schleswig-Holstein, in: Papiergeschichte, Bd. 14, H. 5/6 (1964), p. 57-60, consulté le 15 janvier 2022

- Wilhelm Hahn (1969): Geschichte der Steinfurter Papiermühle, in: Papiergeschichte, Bd. 19, H. 3/4 (1969), p. 45-47, consulté le 15 janvier 2022